# HMS Dacres (K472)
HMS Dacres (K472) là một tàu frigate lớp Captain của Hải quân Hoàng gia Anh hoạt động trong Chiến tranh Thế giới thứ hai. Nó nguyên được Hoa Kỳ chế tạo như chiếc USS Duffy (DE-268), một tàu hộ tống khu trục lớp Evarts, và chuyển giao cho Anh Quốc theo Chương trình Cho thuê-Cho mượn (Lend-Lease). Nó là chiếc tàu chiến duy nhất của Hải quân Anh được đặt tên theo Phó đô đốc James Richard Dacres (1749–1810), người từng tham gia các cuộc Chiến tranh Bảy Năm, Chiến tranh Cách mạng Hoa Kỳ, Chiến tranh Cách mạng Pháp và Chiến tranh Napoleon. Nó đã phục vụ cho đến khi chiến tranh kết thúc tại Châu Âu, hoàn trả cho Hoa Kỳ năm 1946 nhưng rút biên chế và xóa đăng bạ ngay sau đó, và cuối cùng bị bán để tháo dỡ vào năm 1946.

## Thiết kế và chế tạo
Những tàu frigate lớp Captain thuộc phân lớp Evarts có chiều dài chung 289 ft 5 in (88,21 m), mạn tàu rộng 35 ft 1 in (10,69 m) và độ sâu mớn nước khi đầy tải là 8 ft 3 in (2,51 m). Chúng có trọng lượng choán nước tiêu chuẩn 1.140 tấn Anh (1.160 t); và lên đến 1.430 tấn Anh (1.450 t) khi đầy tải. Hệ thống động lực bao gồm bốn động cơ diesel General Motors Kiểu 16-278A nối với bốn máy phát điện để vận hành hai trục chân vịt; công suất 6.000 hp (4.500 kW) cho phép đạt được tốc độ tối đa 21 kn (24 mph; 39 km/h), và có dự trữ hành trình 4.150 nmi (4.780 mi; 7.690 km) khi di chuyển ở vận tốc đường trường 12 kn (14 mph; 22 km/h).
Vũ khí trang bị bao gồm ba pháo 3 in (76 mm)/50 cal trên tháp pháo nòng đơn có thể đối hạm hoặc phòng không, một khẩu đội 1,1 inch/75 caliber bốn nòng và chín pháo phòng không Oerlikon 20 mm. Vũ khí chống ngầm bao gồm một dàn súng cối chống tàu ngầm Hedgehog Mk. 10 (có 24 nòng và mang theo 144 quả đạn); hai đường ray Mk. 9 và tám máy phóng K3 Mk. 6 để thả mìn sâu.
DE-268 được đặt lườn dưới tên Duffy tại Xưởng hải quân Boston ở Boston, Massachusetts vào ngày 7 tháng 4, 1943; nó được hạ thủy vào ngày 19 tháng 5, 1943. Cái tên Duffy được chuyển cho chiếc DE-27 vào ngày 14 tháng 6, 1943, và chiếc DE-268 được chuyển giao cho Anh Quốc vào ngày 28 tháng 8, 1943, mang ký hiệu lườn K472 và nhập biên chế cùng Hải quân Hoàng gia Anh như là chiếc HMS Dacres dưới quyền chỉ huy của Hạm trưởng, Thiếu tá Hải quân New Zealand Leo Patrick Bourke.

## Lịch sử hoạt động
Dacres phục vụ cùng Hải quân Hoàng gia Anh trong vai trò chính là hộ tống vận tải. Nó cùng các tàu frigate Foley (K474) và Bayntun (K310) cùng ba tàu khu trục khác được phân về Đội hộ tống B4 đặt căn cứ tại Belfast, Bắc Ireland, để hộ tống các đoàn tàu vận tải vượt Đại Tây Dương từ năm 1943 đến năm 1944.
Dacres là một trong số ba tàu frigate lớp Captain (cùng với Kingsmill (K484) và Lawford (K514)) được chọn để cải biến thành tàu chỉ huy nhằm phục vụ trong Chiến dịch Neptune, hoạt động hải quân trong khuôn khổ cuộc Đổ bộ Normandy. Pháo 3 in (76 mm) cùng toàn bộ thiết bị mìn sâu phía đuôi tàu được tháo dỡ, và cấu trúc thượng tầng được kéo dài để lấy chỗ cho nhân sự Ban tham mưu. Hai nhà tạm cấu trúc trên sàn tàu để chứa thiết bị thông tin, bổ sung một cột ăn-ten để tăng cường thiết bị liên lạc và các dàn radar mới. Hỏa lực phòng không cũng được tăng cường thêm bốn khẩu Oerlikon 20 mm.
Trong quá trình đổ bộ, Dacres khởi hành từ Portsmouth, nhưng gặp phải sự cố bị ngập nước hòng động cơ phía trước, buộc con tàu phải di chuyển chỉ với một động cơ. Dù sao nó cũng đạt được tốc độ 16 kn (30 km/h), đủ cho phép nó dẫn đầu đoàn các tàu tấn công trong đội đến địa điểm ngoài khơi bãi Sword đúng theo lịch trình vào ngày 6 tháng 6, 1944. Sau khi các cuộc xung đột chuyển sâu hơn vào trong đất liền, các sĩ quan tham mưu rời tàu để lên bờ, và nó tham gia cùng Kingsmill để tuần tra nơi neo đậu cho đến tháng 8. Con tàu quay trở về Portsmouth, và đã cứu giúp một tàu Liberty trên đường đi.
Tại Căn cứ Hải quân Hoàng gia Portsmouth, Dacres được tháo dỡ các cấu trúc thượng tầng tạm và vũ khí bổ sung, và phục hồi trạng thái hoạt động trước khi quay trở lại Belfast vào đầu năm 1945, và gia nhập Đội hộ tống 10 tại đây. Cho dù đơn vị này đã đánh chìm được ba tàu ngầm U-boat Đức vào tháng 2, bản thân con tàu không tham gia vào hoạt động tác chiến và không được ghi công. Sang tháng 4, chiếc frigate được điều sang Đội hộ tống 15 và hoạt động cho đến khi chiến tranh chấm dứt tại Châu Âu.
Dacres được đưa về thành phần dự bị, rồi được hoàn trả lại cho Hoa Kỳ vào ngày 26 tháng 1, 1946, nhằm giảm bớt chi phí mà Anh phải trả cho Hoa Kỳ trong Chương trình Cho thuê-Cho mượn (Lend-Lease). Con tàu bị bán để tháo dỡ vào ngày 14 tháng 12, 1946.